# Eupithecia ericeti
Eupithecia ericeti là một loài bướm đêm trong họ Geometridae.